# Anastasia Davydova
Anastasia Davydova (Russisch: Анастасия Семёновна Давыдова; Moskou, 2 februari 1983) is een Russisch synchroonzwemster. Met vijf olympische gouden medailles is ze gedeeld recordhoudster wat betreft synchroonzwemmen en ook een van de succesvolste olympiërs. Daarnaast won ze vele gouden medailles op wereldkampioenschappen en Europese kampioenschappen. Na de Olympische Spelen van 2012 stopte ze met synchroonzwemmen en ging coachen.

## Erelijst
Olympische Spelen
- 2004, Duet
- 2004, Team
- 2008, Duet
- 2008, Team
- 2012, Team

1984: Candace Costie & Tracie Ruiz ·
1988: Michelle Cameron & Carolyn Waldo ·
1992: Karen Josephson & Sarah Josephson ·
2000: Olga Broesnikina & Maria Kiseljova ·
2004: Anastasia Davydova & Anastasia Jermakova ·
2008: Anastasia Davydova & Anastasia Jermakova ·
2012: Natalja Isjtsjenko & Svetlana Romasjina ·
2016: Natalja Isjtsjenko & Svetlana Romasjina ·
2020: Svetlana Kolesnitsjenko & Svetlana Romasjina  ·
2024: Wang Qianyi & Wang Liuyi
1996: Bianco, Cleland, Dyroen-Lancer, Lesueur, Pease, Savery, Schneyder, Simmons, Sudduth, Thien ·
2000: Antonova, Azarova, Broesnikina, Kiseljova, Novoksjtsjenova, Persjina, Soja, Vasiljeva, Vasjoekova ·
2004: Azarova, Broesnikina, Davydova, Chasjanova, Jermakova, Kiseljova, Novoksjtsjenova, Sjorina · 
2008: Davydova, Gromova, Isjtsjenko, Chasjanova, Jermakova, Koezjela, Ovchinnikova, Romasjina, Sjorina · 
2012: Davydova, Gromova, Isjtsjenko, Chasjanova, Korobova, Patskevitsj, Romasjina, Sjisjkina, Timanina · 
2016: Isjtsjenko, Kolesnitsjenko, Patskevitsj, Prokofjeva, Romasjina, Sjisjkina, Sjoerotsjkina, Topilina, Tsjigireva  · 
2020: Tsjigireva,  Goliadkina,  Kolesnitsjenko, Komar,  Patskevitsj, Romasjina, Sjisjkina,  Sjoerotsjkina · 
2024: Chang, Feng, Wang C, Wang L, Wang Q, Xiang, Xiao, Zhang
1973 Teresa Andersen, Gail Johnson ·
1975 Robin Curren, Amanda Norrish ·
1978 Michelle Calkins, Helen Vanderburg ·
1982 Sharon Hambrook, Kelly Kryczka  ·
1986 Michelle Cameron, Carolyn Waldo ·
1991 Karen Josephson, Sarah Josephson ·
1994 Becky Dyroen-Lancer, Jill Sudduth ·
1998 Olga Broesnikina, Olga Sedakova ·
2001 Miya Tachibana, Miho Takeda ·
2003 Anastasia Jermakova, Anastasia Davydova ·
2005 Anastasia Jermakova, Anastasia Davydova
2007 Anastasia Davydova, Anastasia Jermakova ·
2009 Anastasia Davydova, Svetlana Romasjina ·
2011 Natalja Isjtsjenko, Svetlana Romashina ·
2013 Svetlana Kolesnichenko, Svetlana Romashina ·
2015 Natalja Isjtsjenko, Svetlana Romashina ·
2017 Svetlana Kolesnichenko, Alexandra Patskevich ·
2019 Svetlana Kolesnichenko, Svetlana Romashina ·
2022 Wang Liuyi, Wang Qianyi ·
2023 Moe Higa, Mashiro Yasunaga ·
2024 Wang Liuyi, Wang Qianyi ·
2025 Anna-Maria Alexandri, Eirini-Marina Alexandri 
2007 Anastasia Davydova, Anastasia Jermakova ·
2009 Natalja Isjtsjenko, Svetlana Romasjina ·
2011 Natalja Isjtsjenko, Svetlana Romasjina ·
2013 Svetlana Kolesnichenko, Svetlana Romasjina ·
2015 Natalja Isjtsjenko, Svetlana Romasjina ·
2017 Svetlana Kolesnichenko, Alexandra Patskevich ·
2019 Svetlana Kolesnichenko, Svetlana Romasjina ·
2022 Wang Liuyi, Wang Qianyi ·
2023 Anna-Maria Alexandri, Eirini-Marina Alexandri ·
2024 Wang Liuyi, Wang Qianyi ·
2025 Lilou Lluís, Iris Tió
1973 Teresa Andersen, Susan Baross, Robin Curren, Jackie Douglas, Gail Johnson, Dana Moore, Amanda Norrish, Suzanne Randell ·
1975 Michele Barone, Susan Baross, Robin Curren, Gail Johnson, Mary Ellen Longo, Amanda Norrish, Linda Shelley, Pamela Tryon ·
1978 Tami Allen, Michele Barone, Erin Barr, Michelle Beaulieu, Gerri Brandley, Jane Goeppinger, Linda Shelley, Pamela Tryon ·
1982 Janet Arnold, Wendy Barber, Erin Barr, Sharon Hambrook, Kelly Kryczka, Chantal Laviolette, Renee Paradis, Penny Vilagos, Vicky Vilagos, Carolyn Waldo ·
1986 Nathalie Audet, Michelle Cameron, Sylvie Fréchette, Karin Larsen, Chantal Laviolette, Traci Meades, Missy Morlock, Carolyn Waldo · 1991 Kristen Babb-Sprague, Becky Dyroen, Karen Josephson, Sarah Josephson, Jill Savery, Nathalie Schneyder, Heather Simmons, Michelle Svitenko ·
1994 Suzannah Bianco, Tammy Cleland, Becky Dyroen-Lancer, Jill Savery, Nathalie Schneyder, Heather Simmons, Jill Sudduth, Margot Thien ·
1998 Olga Sedakova, Mariya Kiselyova, Anna Yuryaeva, Olga Medvedeva, Olga Brusnikina, Elena Azarova, Olga Novokshchenova, Alexandra Vassina, Elena Barantseva, Anna Maslova ·
2001 Anastasia Davydova, Anastassia Ermakova, Irina Tolkatcheva, Elena Ovtchinnikova, Anna Shorina, Elvira Khasyanova, Svetlana Petratchina, Joulia Chestakovitch, Maria Gromova ·
2003 Olga Brusnikina, Anastasia Davydova, Anastassia Ermakova, Maria Gromava, Elena Jouravleva, Elvira Khasyanova, Maria Kisseleva, Elena Ovchinnikova, Anna Shorina, Irina Tolkacheva  ·
2005 Maria Gromova, Natalia Ischenko, Elvira Khasyanova, Olga Kuzhela, Olga Larkina, Elena Ovchinnikova, Svetlana Romashina, Anna Shorina
2007 Maria Gromova, Natalja Isjtsjenko, Elvira Khasyanova, Olga Kuzhela, Anna Nasekina, Elena Ovchinnikova, Svetlana Romasjina, Anna Shorina ·
2009 Daria Korobova, Anna Nasekina, Alexandra Patskevich, Victoria Shestakovich, Alla Shiskina, Elizaveta Stepanova, Anzhelika Timanina, Sofia Volkova · 
2011 Anastasia Davydova, Maria Gromova, Elvira Chasjanova, Svetlana Kolesnitsjenko, Darja Korobova, Aleksandra Patskevitsj, Alla Sjisjkina, Anzjelika Timanina ·
2013 Vlada Tsjigireva, Darja Korobova, Aleksandra Patskevitsj, Jelena Prokofjeva, Alla Sjisjkina, Maria Sjoerotsjkina, Anzjelika Timanina, Aleksandra Zoejeva, Michaela Kalantsja, Anisja Olchova  ·
2015 Vlada Tsjigireva, Michaela Kalantsja, 
Svetlana Kolesnitsjenko, Lilja Nizamova, Aleksandra Patskevitsj, Jelena Prokofjeva, Alla Sjisjkina, Maria Sjoerotsjkina, Anzjelika Timanina, Gelena Topilina · 2017 Anastasia Bajandina, Darja Bajandina, Vlada Tsjigireva, Marina Goljadkina, Veronika Kalinina, Polina Komar, Maria Sjoerotsjkina, Darina Valitova  ·
2019 Anastasia Archipovskaja, Vlada Tsjigireva, Maja Dorosjko, Marina Goljadkina, Veronika Kalinina, Polina Komar, Alla Sjisjkina, Maria Sjoerotsjkina ·
2022 Chang Hao, Feng Yu, Wang Ciyue, Wang Liuyi, Wang Qianyi, Xiang Binxuan, Xiao Yanning, Zhang Yayi ·
2023 Cristina Arámbula, Marina García Polo, Meritxell Mas, Alisa Ozhogina, Paula Ramírez, Sara Saldaña, Iris Tió, Blanca Toledano ·
2024 Chang Hao, Feng Yu, Wang Ciyue, Wang Liuyi, Wang Qianyi, Xiang Binxuan, Xiao Yanning, Zhang Yayi  ·
2025 Chang Hao, Cheng Wentao, Dai Shiyi, Feng Yu, Li Xiuchen, Lin Yanjun, Xiang Binxuan, Xu Huiyan
2007 Maria Gromova, Natalja Isjtsjenko, Elvira Khasyanova, Olga Kuzhela, Anna Nasekina, Elena Ovchinnikova, Svetlana Romasjina, Anna Shorina ·
2009 Anastasia Davydova, Natalia Ishchenko, Daria Korobova, Anna Nasekina, Alexandra Patskevich, Svetlana Romasjina, Alla Shishkina, Anzhelika Timania · 
2011 Anastasia Davydova, Natalja Isjtsjenko, Elvira Chasjanova, Svetlana Kolesnitsjenko, Darja Korobova, Aleksandra Patskevitsj, Alla Sjisjkina, Anzjelika Timanina ·
2013 Vlada Tsjigireva, Svetlana Kolesnitsjenko, Darja Korobova, Aleksandra Patskevitsj, Jelena Prokofjeva, Alla Sjisjkina, Maria Sjoerotsjkina, Anzjelika Timanina, Anisja Olchova, Aleksandra Zoejeva  ·
2015 Vlada Tsjigireva, Svetlana Kolesnitsjenko, Lilja Nizamova, Aleksandra Patskevitsj, Jelena Prokofjeva, Alla Sjisjkina, Maria Sjoerotsjkina, Anzjelika Timanina, Gelena Topilina, Darina Valitova · 2017 Anastasia Bajandina, Darja Bajandina, Vlada Tsjigireva, Marina Goljadkina, Veronika Kalinina, Polina Komar, Maria Sjoerotsjkina, Darina Valitova  ·
2019 Anastasia Archipovskaja, Vlada Tsjigireva, Marina Goljadkina, Veronika Kalinina, Polina Komar, Alla Sjisjkina, Maria Sjoerotsjkina, Varvara Soebbotkina ·
2022 Chang Hao, Feng Yu, Wang Ciyue, Wang Liuyi, Wang Qianyi, Xiang Binxuan, Xiao Yanning, Zhang Yayi ·
2023 Chang Hao, Feng Yu, Wang Ciyue, Wang Liuyi,Wang Qianyi, Xiang Binxuan, Xiao Yanning, Zhang Yayi ·
2024 Chang Hao, Feng Yu, Wang Ciyue, Wang Liuyi, Wang Qianyi, Xiang Binxuan, Xiao Yanning, Zhang Yayi  ·
2025 Chang Hao, Cheng Wentao, Dai Shiyi, Feng Yu, Li Xiuchen, Lin Yanjun, Xiang Binxuan, Xu Huiyan
2003 Michiyo Fujimaru, Saho Harada, Naoko Kawashima, Kanako Kitao Spendlove, Emiko Suzuki, Juri Tatsumi, Chiaki Watanabe, Yuko Yoneda ·
2005 Anastasia Davydova, Anastasia Jermakova, Maria Gromova, Natalia Ischenko, Elvira Khasyanova, Olga Kuzhela, Olga Larkina, Elena Ovchinnikova, Svetlana Romashina, Anna Shorina · 
2007 Anastasia Davydova, Anastasia Jermakova, Maria Gromova, Natalia Ishchenko, Elvira Khasyanova, Olga Kuzhela, Anna Nasekina, Elena Ovchinnikova, Svetlana Romasjina, Anna Shorina · 
2009 Alba Cabello, Ona Carbonell-Ballestero, Raquel Corral, Margalida Crespi-Jaume, Andrea Fuentes, Thais Henriquez-Torres, Paula Klamburg, Gemma Mengual, Gisela Moron-Rovira, Irina Rodriguez-Alvarez ·
2011 Anastasia Davydova, Maria Gromova, Natalja Isjtsjenko, Elvira Chasjanova, Svetlana Kolesnitsjenko, Darja Korobova, Aleksandra Patskevitsj, Svetlana Romasjina, Alla Sjisjkina, Anzjelika Timanina ·
2013 Vlada Tsjigireva, Michaela Kalantsja, Darja Korobova, Anisja Olchova, Aleksandra Patskevitsj, Jelena Prokofjeva, Alla Sjisjkina, Maria Sjoerotsjkina, Anzjelika Timanina, Aleksandra Zoejeva, Svetlana Kolesnitsjenko · 
2015 Vlada Tsjigireva, Michaela Kalantsja, Svetlana Kolesnitsjenko, Lilja Nizamova, Aleksandra Patskevitsj, Jelena Prokofjeva, Alla Sjisjkina, Maria Sjoerotsjkina, Anzjelika Timanina, Gelena Topilina, Darina Valitova  ·
2017 Chang Hao, Feng Yu, Guo Li, Liang Xinping, Tang Mengni, Wang Liuyi, Wang Qianyi, Xiao Yanning, Yin Chengxin, Yu Lele ·
2019 Anastasia Archipovskaja, Vlada Tsjigireva, Maja Dorosjko, Marina Goljadkina, Michaela Kalantsja, Veronika Kalinina, Polina Komar, Alla Sjisjkina, Maria Sjoerotsjkina, Varvara Soebbotkina ·
2022 Maryna Aleksijva, Vladyslava Aleksijva, Olesja Derevjantsjenko, Marta Fiedina, Veronika Hrysjko, Sofija Matsijekevska, Darja Mosjynska, Anhelina Ovtsjynnikova, Valerija Tysjchenko